# Changes
A Changes a Yes 90125 című albumának negyedik száma, melyet Jon Anderson, Chris Squire és Alan White írt. A dal a hatodik helyet szerezte meg a US Mainstream Rock listán.

## Dalszerkezet
A Changes egy hosszabb instrumentális résszel kezdődik, majd mikor csatlakozik az ének, Trevor Rabin hangját hallhatjuk az előtérben, míg Jon Anderson csak később kapcsolódik be. A refrén többszöri megismétlése után visszatér a szám elején kialakuló motívum, amit Tony Kaye játszik le, majd befejeződik a dal, mely több mint hat percig tart.

## Videóklip
A Changes videóklipjében a szám egy koncertfelvétele látható, melybe rövid jeleneteket vágtak be egy hölgy és egy férfi történetéből.

## Közreműködő zenészek
- Jon Anderson – ének
- Chris Squire – basszusgitár, vokál
- Trevor Rabin – gitár, billentyűs hangszerek, vokál
- Tony Kaye – billentyűs hangszerek
- Alan White – dob, ütőhangszerek, vokál